# Dzwonnica w Sandomierzu

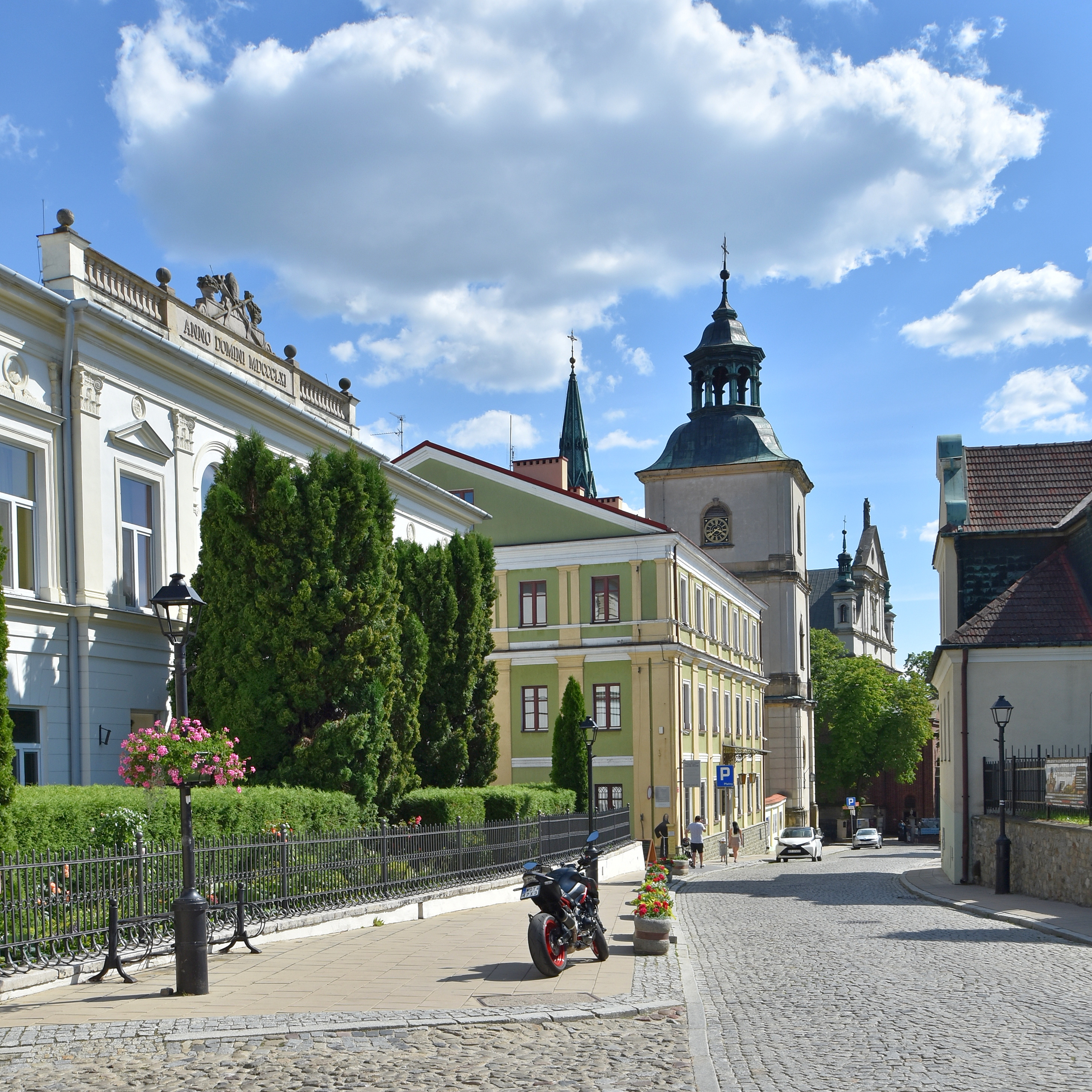

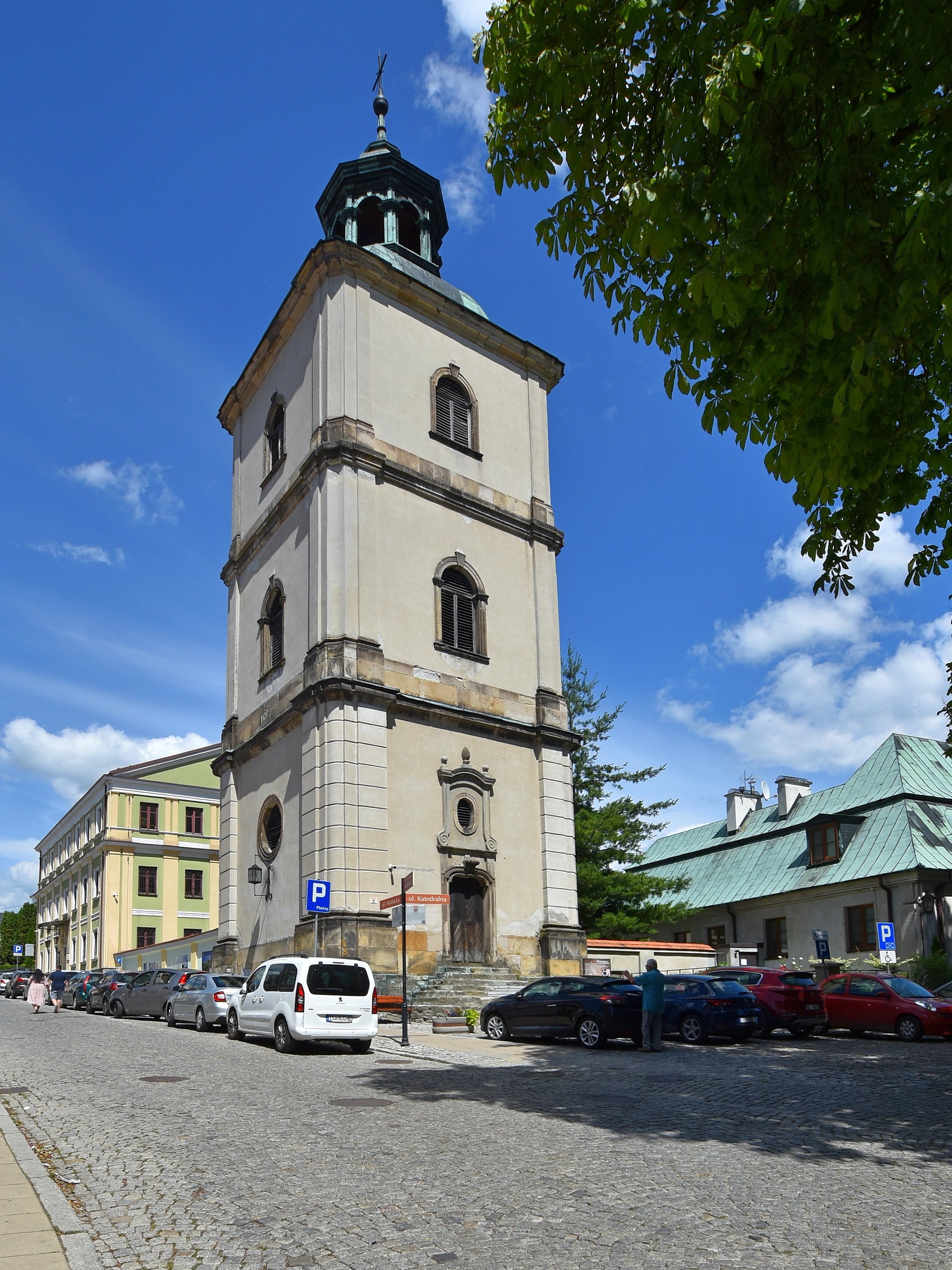
Dzwonnica przy bazylice katedralnej

Dzwonnica w Sandomierzu – barokowa dzwonnica znajdująca się przy bazylice katedralnej wzniesiona w latach 1737–1743.
Na dzwonnicy zobaczyć można 3 dzwony różnych rozmiarów:
- wielki – „Michał Anioł” z 1667 roku,
- mniejszy – „Najświętsza Maria Panna” z 1750 roku,
- najmniejszy z 1770 roku.

## Historia[1]
Dzwonnica przy bazylice katedralnej to świadek najważniejszych wydarzeń w dziejach Sandomierza. Prace budowlane zostały zapoczątkowane w 1737 roku. Początkowo dzwonnica budowana była z drewna, jednak po 1741 roku zaczęto tworzyć ją z kamienia. Ostatecznie do zakończenia budowli doszło w roku 1760, kiedy to zakupiono blachę miedzianą na pokrycie hełmu.
W 1889 roku dokonano rekonstrukcji dzwonnicy. Wykonano nowe wiązania dla wielkiego dzwonu, wymieniono 128 stopni schodów oraz pokryto hełm nową blachą.
Według tradycji w XVIII wieku dzwony znajdujące się na dzwonnicy służyły do zwoływania wiernych na jutrzenkę.
Dawniej poza rolą dzwonnicy, budynek pełnił rolę więzienia dla księży, którzy nie podporządkowywali się władzy carskiej. Natomiast w trakcie II wojny światowej ukrywano tam Żydów.

## Obecnie[2]
Obecnie dzwonnica służy jako atrakcja turystyczna miasta Sandomierz.